# Haliclona macrorhaphis
Haliclona macrorhaphis är en svampdjursart som först beskrevs av Lendenfeld 1887.  Haliclona macrorhaphis ingår i släktet Haliclona och familjen Chalinidae. Inga underarter finns listade i Catalogue of Life.